# ELife
eLife es una revista científica de acceso abierto y revisada por pares dedicada a las Ciencias de la vida y la Biomedicina, publicada por eLife Sciences Publications, Ltd. El director de la revista es el premio Nobel de Fisiología o Medicina de 2013, Randy Schekman, y los directores adjuntos son Eve Marder, Fiona Watt y Detlef Weigel. Cuenta con el patrocinio del Instituto Médico Howard Hughes, la Sociedad Max Planck y la Wellcome Trust.

## Impulsado y desarrollado por la comunidad científica
Como parte de su filosofía de fomentar la investigación impulsado y desarrollado por la comunidad científica, la revista no dará a conocer su factor de impacto.

## Secciones
La revista incluye secciones dedicadas a las siguientes disciplinas, campos y especialidades:
- Biofísica y Biología estructural
- Biología del cáncer
- Biología celular
- Biología computacional y Biología sistémica
- Biología del desarrollo y células madre
- Biología humana y Medicina
- Bioquímica
- Botánica
- Ecología
- Epidemiología y salud global
- Genes y cromosomas
- Genómica y Biología evolutiva
- Inmunología
- Microbiología y enfermedades infecciosas
- Neurociencia

## Métricas de revista
2022
- Web of Science Group : 8.14
- Índice h de Google Scholar: 161
- Índice h de Scimago: 206 [3]
- Scopus: 7.397
- Quartiles: Q1 (Bioquímica, Genética y Biología Molecular; Inmunología y Microbiología; Medicina; Neuroscience) [3]

2023
- SJR: 3.93 [3]